# George Forrest (ondernemer)
George Forrest, geboren in 1940 in het toenmalige Elisabethville, Belgisch Congo (het huidige Lubumbashi in de Democratische Republiek Congo), is een Belgische ondernemer met Nieuw-Zeelandse achtergrond die eigenaar is van de Groupe Forrest S.A., een industriële holding die actief is in de mijnbouw, bouwnijverheid (wegenbouw), cementindustrie, voedingsindustrie en transport. Het bedrijf is aanwezig in de Democratische Republiek Congo, België, Zuid-Amerika en in Arabië. De hoofdzetel van de groep voor Europa, Arabië en Zuid-Amerika ligt in Waver, België. De zetel voor Afrika in Lubumbashi, Democratische Republiek Congo.
George Forrest is een van de weinige buitenlandse investeerders die de Democratische Republiek Congo niet is ontvlucht tijdens de Congolese Burgeroorlog.

## Forrest Group
In 1922 stichtte Malta Forrest een transportonderneming in de zuidelijke mijnprovincie Katanga, in het toenmalige Belgisch-Kongo. Vanaf 1933 verschoof het accent echter naar mijnbouw, een lucratievere bezigheid. Vanaf de jaren 1950 werd de onderneming ook actief in openbare werken en constructienijverheid.
George Forrest volgde zijn vader op, en in 1986 ontstond de Groupe Forrest (Forrest Group). Er volgde een expansief beleid, met de overname van het Belgische machinebouwers Baron & Levêque International en Lachaussée in 1989.
Groupe Forrest diversifieerde zijn activiteiten verder in de jaren 90, met de overname van een cementbedrijf en een steenkoolmijn in het toenmalige Zaïre. Naast bedrijven in België en Zaïre, werd de groep ook eigenaar van een constructiebedrijf in de Verenigde Arabische Emiraten, een winstgevende bezigheid gezien de bouwwoede die in de Arabische wereld ontstond.

## Mijnbouw in Katanga

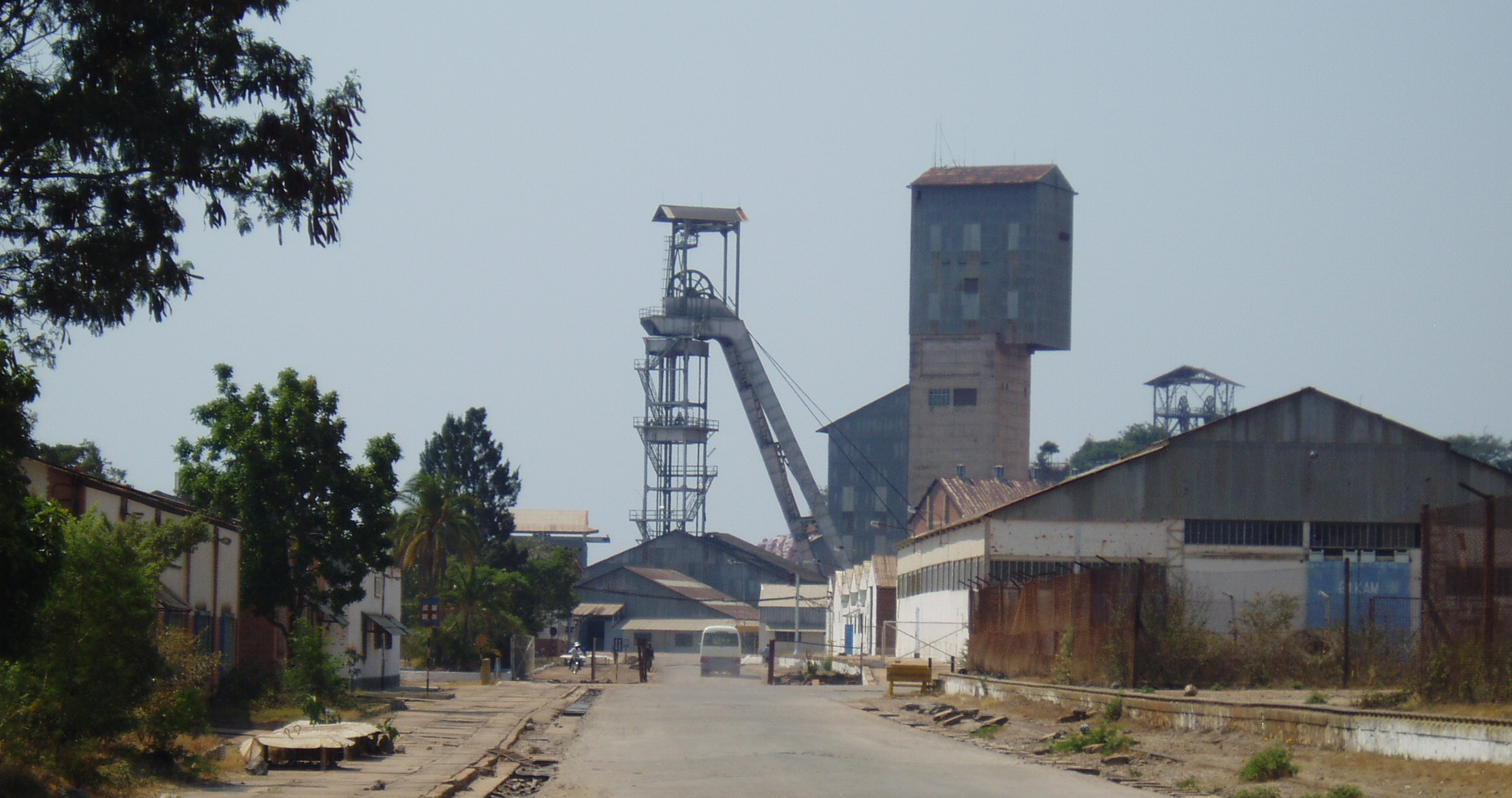
De Kamotomijn in 2006

Forrest is eigenaar van diverse mijnbouwbedrijven en -sites in de zuidoostelijke mijnprovincie Katanga in Congo. Zo heeft het bedrijf  participaties in een aantal koper-, kobalt- en tinmijnen, in de mijnen van Lubumbashi. Ook een aantal mijninstallaties, zoals kopersmelterijen, zuiverings- en extractiemachines.
De Groep heeft ook een groot belang in Kinross-Forrest, dat de concessie heeft voor het heropstarten van de Kamotomijn (Kamoto Copper Company), nabij Kolwezi. Dit is een van de grootste kopermijnen ter wereld.

## Andere bezigheden
De Groupe Forrest is verder ook eigenaar van de Congolese cementbedrijven Cimenkat, Interlacs, machinebouwondernemingen zoals New Lachaussée, metaalbedrijven NBLI, CIMEL, voedingsbedrijven Agrifood, enz.

## Kritiek
George Forrest wordt soms verantwoordelijk gehouden voor de verschrikkelijke staat van Congo.
- Hij wordt ervan verdacht het staatsmijnbouwbedrijf Gécamines (La Générale des Carrières et Mines) systematisch leeg te zuigen. George Forrest was jarenlang voorzitter van Gécamines, en wordt in die zin ook verdacht van belangenvermenging. Gécamines is aandeelhouder van zowat alle mijnsites en -activiteiten.  Ook van de ontginning van de slakken van de Terril de Lubumbashi, waar jaarlijks 20 ton germanium (zeer belangrijk voor computerchips) wordt gewonnen door een Belgisch-Finse joint venture van Forrest. Aan Gécamines wordt echter elke opbrengst van het germanium, dat tot 800 dollar per kilogram kost, ontzegd.
- Congo wordt al jarenlang geplaagd door corruptie en omkoping, er wordt gezegd dat Forrest zijn imperium zo kon uitbouwen omdat hij alle kneepjes van het vak perfect beheerst. Daarmee zou hij de wanorde en de problemen in het land kunstmatig in stand houden.
- Ook de activiteiten van zijn machinebouwbedrijf New Lachaussée zijn voor velen een doorn in het oog. Op 30 juni 2005 weigerde de Belgische regering een exportvergunning voor de machines naar Tanzania. Daar zouden de machines worden gebruikt voor de productie van munitie. Gevreesd werd dat deze kogels in Congo zouden terechtkomen. De machines dienen, volgens Forrest, voor de productie van kleine metalen onderdeeltjes die aan een hoge snelheid voortbewegen, dit kunnen kogels zijn, maar evenzeer balpenpunten, lagers, ... Forrest benadrukt dat hij wapenhandelaar noch -fabrikant is en dat hij zelf een enorme afkeer heeft van wapens.
- Forrest werd er ook door de Verenigde Naties in 2002 van verdacht Congo leeg te zuigen en handig gebruik te maken van het bloedige conflict van de afgelopen jaren. Een rapport van de VN uit 2003 weerlegde deze kritiek weer.
- Volgens het journalistieke onderzoek Congo Hold-up zou Forrest 2 miljoen dollar hebben ontvangen vanuit de entourage van voormalig president Joseph Kabila, voor een mogelijke overname van zijn bank BCDC.[1]

## Weerlegging
George Forrest verdedigt zich tegen alle beschuldigingen en vraagt het ook eens van de andere kant te bekijken. Zijn verdedigers noemen hem een ondernemer met een heel goed zakeninstinct.
In de regio's waar Forrest actief is, heeft de bevolking het beter. Zijn activiteiten zouden stabiliteit en welvaart brengen in de regio's waar zijn ze actief zijn; Forrestier controleert bedrijven die zonder zijn inbreng waarschijnlijk gesloten zouden geweest zijn (zoals cementbedrijven, de ontginning en recyclage van de zogenaamde Terril de Lubumbashi).
Forrestier heeft wegen heraangelegd, zijn activiteiten brengen werkgelegenheid en welvaart, enz. De heropleving van Lubumbashi (tweede grootste stad van Congo, hoofdplaats van Haut-Katanga) zou voor een deel aan hem toegeschreven kunnen worden.
Wat de kritiek van de Verenigde Naties uit 2002 betreft, was Forrest woedend dat hij op geen enkele manier was gehoord in het onderzoek. Zijn naam werd later van alle blaam gezuiverd in een VN-rapport uit 2003.

## Schadevergoeding
In 2012 wordt MO*magazine veroordeeld tot het betalen van een schadevergoeding van 5.000 euro aan Forrest omwille van een "schadelijke" cartoon, die gepubliceerd werd bij een artikel van John Vandaele over de praktijken van Forrest in Congo. In 2014 verbrak het Hof van Cassatie dat arrest.

## Eretekens
- Grootofficier in de kroonorde